# Stentor
O Stentor (Satellite de Télécommunications pour Expérimenter les Nouvelles Technologies en Orbite) foi um satélite de comunicação geoestacionário experimental francês construído pela Alcatel Space e MMS. Ele seria operado pelo Centre national d'études spatiales, France Telecom e Direction générale de l'armement. O satélite foi baseado na plataforma Spacebus-3000B3 com componentes da Eurostar 3000. O mesmo foi perdido devido a uma falha no lançamento.

## Lançamento
O satélite foi lançado ao espaço no dia 11 de dezembro de 2002, por meio de um veiculo Ariane-5ECA lançado a partir do Centro Espacial de Kourou, na Guiana Francesa, juntamente com os satélites Hot Bird 7, MFD A e MFD B. Os satélites foram perdidos após o veículo de lançamento falhar durante o processo de lançamento. Ele tinha uma massa de lançamento de 2 080 kg.